# Liste der Bodendenkmale in Oelsnitz/Vogtl.
In der Liste der Bodendenkmale in Oelsnitz/Vogtl. sind die Bodendenkmale der Stadt Oelsnitz/Vogtl. und ihrer Ortsteile nach dem Stand der Auflistung von Volkmar Geupel aus dem Jahr 1983 aufgelistet. Eventuelle Änderungen und Ergänzungen, insbesondere aus der Zeit nach der Wende, sind nicht berücksichtigt, da für Sachsen aktuell keine neueren allgemein zugänglichen Bodendenkmallisten vorliegen. Die Baudenkmale sind in der Liste der Kulturdenkmale in Oelsnitz/Vogtl. aufgeführt.
| Denkmal-ID | Fundart            | Ortsteil    | Bezeichnung                                        | Zeitstellung    | Lage                                                                                      | Bemerkungen | Bild |
| ---------- | ------------------ | ----------- | -------------------------------------------------- | --------------- | ----------------------------------------------------------------------------------------- | --- | ---- |
| ?          | Befestigung > Burg | Lauterbach  | Wasserburg                                         | Mittelalter     | Ortsmitte, westlich der Dorfstraße in einer Quellmulde                                    | rechteckige Niederungsburg mit abgerundeten Ecken, ursprünglich umlaufender Graben und Außenwall, Graben als Senke erhalten, Wall im Osten planiert und im Westen gestört, Schutz seit 15. Oktober 1959                                                  |      |
| ?          | besonderer Stein   | Lauterbach  | Steinkreuz „Hohes Kreuz“                           | Spätmittelalter | südlich des Ortsausgangs, Gabelung der Straßen nach Triebel und Ebmath                    | Linien eingeritzt, Schutz seit 16. September 1963 |      |
| ?          | Befestigung > Burg | Magwitz     | Wasserburg „Der Hof“, „Der alte Hof“               | Mittelalter     | südöstlich im Ort in einem Garten                                                         | rechteckige Wasserburg mit abgerundeten Ecken und umlaufenden Graben, Außenwall verschliffen, Schutz seit 15. Oktober 1959 |      |
| ?          | besonderer Stein   | Oelsnitz    | Steinkreuz                                         | Spätmittelalter | südwestlicher Stadtkern, westlich der Kirche, sekundär hier aufgestellt                   | nur Oberteil erhalten, Schutz seit 16. September 1963 |      |
| ?          | besonderer Stein   | Oelsnitz    | Steinkreuz „Der untere Wellenstein“                | Spätmittelalter | südwestlicher Stadtkern, westlich der Kirche, sekundär hier aufgestellt                   | Vertiefung auf einem Arm, Schutz seit 16. September 1963 |      |
| ?          | Befestigung > Burg | Planschwitz | Wehranlage „Ruine Stein“, „Veste Stein“            | Mittelalter     | nördlich des Orts, Felsvorsprung über der Weißen Elster, heute am Rand der Talsperre Pirk | Höhenburg in Spornlage, als Ruine erhalten, Abschnittsgraben im Süden und Osten, Anlage teilweise durch Talsperre überflutet, Schutz seit 15. Oktober 1959                                                                                               |      |
| ?          | Befestigung > Burg | Planschwitz | Wehranlage „Feste Planschwitz“, „Alte Feste“       | Mittelalter     | Ortsmitte, nordöstlicher Gutsbereich                                                      | Höhenburg in Gipfellage, rechteckige Anlage mit abgerundeten Ecken, Terrassen im Süden und Osten, verschliffen und verändert, Schutz seit 15. Oktober 1959                                                                                               |      |
| ?          | besonderer Stein   | Taltitz     | Steinkreuz                                         | Spätmittelalter | südöstlicher Ortsausgang, unter der Friedenseiche                                         | ein Arm fehlt, näpfchenartige Vertiefung auf dem Kopf, Schutz seit 16. September 1963 |      |
| ?          | Befestigung > Burg | Voigtsberg  | Wehranlage „Schloss Voigtsberg“, „Burg Voigtsberg“ | Mittelalter     | Ortsmitte, Bergsporn                                                                      | Höhenburg in Spornlage, durch Schloss und Nebengebäude verändert, ursprünglich zweiteilige Anlage, ursprüngliche Bausubstanz (bspw. Rundturm) im Süden und Südwesten erhalten, nordöstlich davon Rest eines Abschnittsgrabens, Schutz seit 12. März 1973 |      |
| ?          | Befestigung > Burg | Voigtsberg  | Wehranlage „Schlossberg“, „Schanze“                | Mittelalter     | ostnordöstlich des Schlosses, Rand eines Bergsporns                                       | Höhenburg in Spornlage, rechteckig-ovale Anlage mit Abschnittsgraben und Außenwall im Westen, Norden und Süden, Schutz seit 1. Dezember 1983 |      |